# Alexandra David-Néel
Alexandra David-Neel, pseudònim de Louise Eugénie Alexandrine Marie David (París, França, 24 d'octubre de 1868-Digne-les-Bains, 8 de setembre de 1969), va ser una escriptora, espiritualista, budista, política anarquista, reformadora religiosa i exploradora francesa.
El 1912, influïda per la teosofia, amb la convicció que una força exterior la vigila i la protegeix, viatja cap a l'Himàlaia; coneix Sidkeong Tulku, un jove renovador del budisme que serà la seva ànima bessona, amb el qual manté una relació amorosa i gens possessiva que provocarà el distanciament del marit d'Alexandra en veure la tardança del seu retorn a Europa; Alexandra i el seu fill adoptiu, el jove lama Yongden, inicien un pelegrinatge pel Tibet central, Xina i Mongòlia. Després de diversos intents, amb artritis, obesitat i propera a la cinquantena, evitant britànics i tibetans, disfressada de mendicant, entra, per fi, a Lhasa el febrer de 1924. Tot indica que va ser la primera dona occidental a arribar-hi, ja que Helena Petrovna, coneguda com a Madame Blavatsky, va poder entrar al Tibet al segle xix, però en fou expulsada per un grup de lames.